# Dekaprenilfosfo-beta-D-ribofuranoza 2-oksidaza
Dekaprenilfosfo-beta--ribofuranoza 2-oksidaza (EC 1.1.98.3, dekaprenilfosforil-beta-D-ribofuranozna 2'-epimeraza, Rv3790, DprE1) je enzim sa sistematskim imenom trans,oktacis-dekaprenilfosfo-beta--ribofuranoza:FAD 2-oksidoreduktaza. Ovaj enzim katalizuje sledeću hemijsku reakciju
trans,octacis-dekaprenilfosfo-beta--ribofuranoza + FAD {\displaystyle \rightleftharpoons } trans,octacis-dekaprenilfosfo-beta-D-eritro-pentofuranozid-2-uloza + FADH2
Ovaj enzim, izolovan iz bakterije Mycobakterija smegmatis, učestvuje zajedno sa EC 1.1.1.333, dekaprenilfosfo-D-eritro-pentofuranozid-2-uloza 2-reduktazom, u epimerizaciji trans,oktacis-dekaprenilfosfo-beta--ribofuranoz do trans,octacis-dekaprenilfosfo-beta-D-arabinofuranoze, arabinozilnog donora za biosintezu arabinanskih polimera mikobakterijskog ćelijskog zida.

## Literatura
- Nicholas C. Price; Lewis Stevens (1999). Fundamentals of Enzymology: The Cell and Molecular Biology of Catalytic Proteins (Third изд.). USA: Oxford University Press. ISBN 019850229X.
- Eric J. Toone (2006). Advances in Enzymology and Related Areas of Molecular Biology, Protein Evolution (Volume 75 изд.). Wiley-Interscience. ISBN 0471205036.
- Branden C; Tooze J. Introduction to Protein Structure. New York, NY: Garland Publishing. ISBN 0-8153-2305-0.
- Irwin H. Segel. Enzyme Kinetics: Behavior and Analysis of Rapid Equilibrium and Steady-State Enzyme Systems (Book 44 изд.). Wiley Classics Library. ISBN 0471303097.

## Spoljašnje veze
- Decaprenylphospho-beta-D-ribofuranose+2-oxidase на 